# تسعير المتعة
في الاقتصاد، تسعير المتعة أو انحدار المتعة (بالإنجليزية: Hedonic regression)‏ هي مقاربة لتقييم اقتصادي يستخدم معلومات حول الطلب الضمني لسمة بيئية لسلع يتم تسويقها. هو نموذج تحديد العوامل السعر وفقاً لفرضية أن السعر يتحدد كل من الخصائص الداخلية للعوامل الوجود جيد بيعها والخارجية التي تؤثر فيه. والمثال الأكثر شيوعاً لطريقة تسعير المتعة في سوق الإسكان؛ يتم تحديد سعر العقار عن طريق خصائص البيت (الحجم والمظهر والسمات، وحالة)، وكذلك خصائص المنطقة المحيطة (إمكانية الوصول إلى المدارس والتسوق، ومستوى الماء والهواء والتلوث، وقيمة المنازل الأخرى، إلخ) ويستخدم نموذج تسعير المتعة لتقدير مدى كل عامل يؤثر على السعر.

## الطريقة الهيدونية للتسعير
رغم أن خصائص المنتجات لا تُنتج ولا تُستهلك بمعزل عن غيرها، فإن نماذج الأسعار الهيدونية (على أساس المتعة) تفترض أن سعر المنتج يعكس خصائص مجسدة تقيَم وفقًا لبعض الأسعار الضمنية أو الاعتبارية. في الدراسات التجريبية، تعتبر أسعار الخصائص الضمنية هذه معاملات تربط بين الأسعار والسمات في نموذج الانحدار أو التسعير. تُقدَر نماذج انحدار الأسعار الهيدونية باستخدام بيانات ثانوية حول أسعار وسمات بدائل المنتجات أو الخدمات المختلفة. عند العمل مع البيانات الطولية، يضيف أحدهم بيانات وهمية خاصة بفترة محددة ويستخدم معامل الانحدار الخاصة بها لتقدير مؤشرات الأسعار المعدلة حسب الجودة. في انحدار المتعة، تتضمن المتغيرات المستقلة عادة سمات المنتجات والخدمات المرتبطة بالأداء. لا تمثل خصائص المنتجات هذه القيمة للمستخدم فحسب، بل تمثل أيضًا تكلفة الموارد للمنتِج. غير أنه ثبت أن الأسعار في انحدار المتعة لا تتحدد تمامًا بعوامل تقنية وخصائص متعلقة بالأداء. يمكن أن تفسر تأثيرات اسم العلامة التجارية وشريحة السوق؛ تشتيتات الأسعار والأقساط التي تُفرض على أي بدل يتم تحصيله عن الفروق في أداء المنتجات القابل للقياس.
كثيرًا ما تؤثر بعض الخدمات البيئية على أسعار السوق. كثيرًا ما تُطبَق طريقة التسعير الهيدونية من أجل تقييم القيم الاقتصادية لهذه الخدمات.
تجد هذه الطريقة أن تطبيقها يكشف عن أثر السمات البيئية في التغييرات في التسعير العقاري المحلي. كثيرًا ما تُستخدم لتقدير التكاليف المتعلقة بما يلي:
- النوعية الشاملة للبيئة من حيث تلوث الهواء وتلوث المياه والمساحة المفتوحة والضوضا
- المرافق البيئية التي تتضمن مشاهد جمالية والقرب من الأماكن الترفيهية مثل الحدائق والشواطئ وغيرها.

من المهم ملاحظة أن طريقة التسعير الهيدوني تستند إلى أن أسعار السلع في السوق تتأثر بخصائصها. على سبيل المثال، يعتمد سعر بنطال ما على مدى كونه مريحًا، والأقمشة المستخدمة، والعلامة التجارية، والملاءمة وغيرها. لذلك تساعدنا هذه الطريقة في تقدير قيمة السلعة على أساس استعداد الأشخاص لدفع ثمن السلعة كلما تغيرت خصائصها.
من الأمثلة المحددة التي كثيرًا ما تُستخدم في السوق العقارية، حيث تتفاوت قيمة عقارين مختلفين يمكن مقارنتهما على نحو آخر تبعًا لمختلف المرافق البيئية الموجودة في المناطق المحيطة بتلك العقارات. إذا كان هناك انخفاض يمكن قياسه في أسعار العقارات الموجودة بالقرب من ساحة النفايات (مقارنة بالمواقع الأخرى)، فإن الفرق في الأسعار يشير إلى التكلفة الخارجية لساحة النفايات. يمثل ذلك الاستعداد الهامشي للدفع (في أسعار الإسكان المرتفعة) مقابل الفرق المعطى في نظافة الموقع وسكونه. تُستخدم طرق انحدار المتعة لتقدير هذه الفوارق في الأسعار.
تمثل الطريقة الهيدونية للتسعير، كما ذُكر آنفًا، شكلًا من أشكال طريقة التفضيل المكشوف في التقييم، وتستخدم الأسواق البديلة لتقدير قيمة المرافق البيئية.
تعد السوق البديلة مفهومًا يُستخدم عندما يعجز أحدهم عن تقدير أسعار السوق بشكل مباشر لبعض السلع البيئية. بالتالي، فإن سلعة مماثلة تباع في السوق تُختار كبديل.
على سبيل المثال، إذا أردنا معرفة قيمة الهواء النظيف المقدر من قبل أحد الأفراد، فقد يكشف عن تفضيله في هيئة تأسيس بيته في مجتمع نظيف ودفع مبلغ إضافي لنفس الشيء. على هذا، بمساعدة طريقة التسعير الهيدونية، يصبح من الممكن الفصل بين المكون البيئي للقيمة وسعر السوق. يُستخدم هذا السعر السوقي كبديل للقيمة البيئية.

## نماذج هيدونية وتقييم العقارات
في الاقتصاد العقاري، يُستخدم التسعير الهيدوني للتكيف مع المشاكل المرتبطة بالبحث عن سلعة غير متجانسة مثل المباني. لأن المباني مختلفة للغاية، فمن الصعب تقدير الطلب على المباني بشكل عام. بدلًا من ذلك، من المفترض أن المنزل يمكن تقسيمه إلى خصائص مثل عدد غرف النوم أو مساحة قطعة الأرض أو المسافة إلى وسط المدينة. تعامل معادلة انحدار المتعة هذه السمات (أو حزم السمات) بشكل منفصل، وتقدر الأسعار (في حالة نموذج الإضافة) أو المرونة (في حالة نموذج لوغاريتمي) لكل منها. يمكن استخدام هذه المعلومات لإنشاء مؤشر أسعار يمكن استخدامه لمقارنة سعر السكن في مدن مختلفة، أو لإجراء تحليل السلسلة الزمنية. كما هي الحال مع حسابات مؤشر أسعار المستهلك، فمن الممكن استخدام التسعير الهيدوني لتصحيح التغيرات النوعية في بناء مؤشر أسعار المساكن. يمكن أيضًا استخدامه لتقييم قيمة العقار، في غياب بيانات محددة عن المعاملات السوقية. يمكن أيضًا استخدامه لتحليل الطلب على مختلف الخصائص السكنية والطلب على الإسكان عمومًا. استُخدم أيضًا لاختبار الافتراضات في الاقتصاد المكاني.
تنص المعايير الموحدة لممارسة التقييم المهني على معايير تقييم شاملة تنظم استخدام انحدارات المتعة وغير ذلك من نماذج التقييم الآلي عند استخدامها في تثمين العقارات. تعامل منهجية التقييم المتبعة انحدار المتعة بشكل أساسي باعتباره شكلًا فعالًا إحصائيًا لنهج مقارنة المبيعات. تُستخدم النماذج الهيدونية عادة في تقييم الضرائب، والتقاضي، والدراسات الأكاديمية، وغير ذلك من مشاريع التقييم الجماعي.